# Dungu, Guangxi
Dungu (kinesiska: 顿谷, 顿谷镇) är en köping i Kina. Den ligger i den autonoma regionen Guangxi, i den södra delen av landet, omkring 170 kilometer sydost om regionhuvudstaden Nanning. Antalet invånare är 39208. Befolkningen består av 18 976 kvinnor och 20 232 män. Barn under 15 år utgör 31 %, vuxna 15-64 år 60 %, och äldre över 65 år 8,0 %.
Genomsnittlig årsnederbörd är 2 419 millimeter. Den regnigaste månaden är juli, med i genomsnitt 403 mm nederbörd, och den torraste är januari, med 40 mm nederbörd.